# Альпансеке
Альпансеке (ісп. Alpanseque) — муніципалітет в Іспанії, входить у провінцію Сорія у складі автономного співтовариства Кастилія-і-Леон. Муніципалітет розташований у складі району (комарки) Тьєрра-де-Медінаселі. Площа 54,62 км². Населення 93 чоловіка (на 2006 рік). 

Альпансеке на мапі провінції Сорія

| Іспанія | Це незавершена стаття з географії Іспанії. Ви можете допомогти проєкту, виправивши або дописавши її. |